# Velký kámen (přírodní památka, okres Klatovy)
Velký kámen je přírodní památka v okrese Klatovy. Nachází se na západně orientovaném svahu vrchu V Kopaninách, východně od obce Bližanovy. Je součástí přírodního parku Plánický hřeben. Důvodem ochrany je členitý skalní útvar, dlouhý asi 60 m, s šířkou kolem 30 se zbytky přirozených bučin.

## Historie
V eneolitu se na vrcholové buližníkové skále se třemi malými plošinami vhodnými k osídlení nacházelo výšinné sídliště příslušníků chamské kultury chráněné od roku 1972 jako kulturní památka.

## Galerie

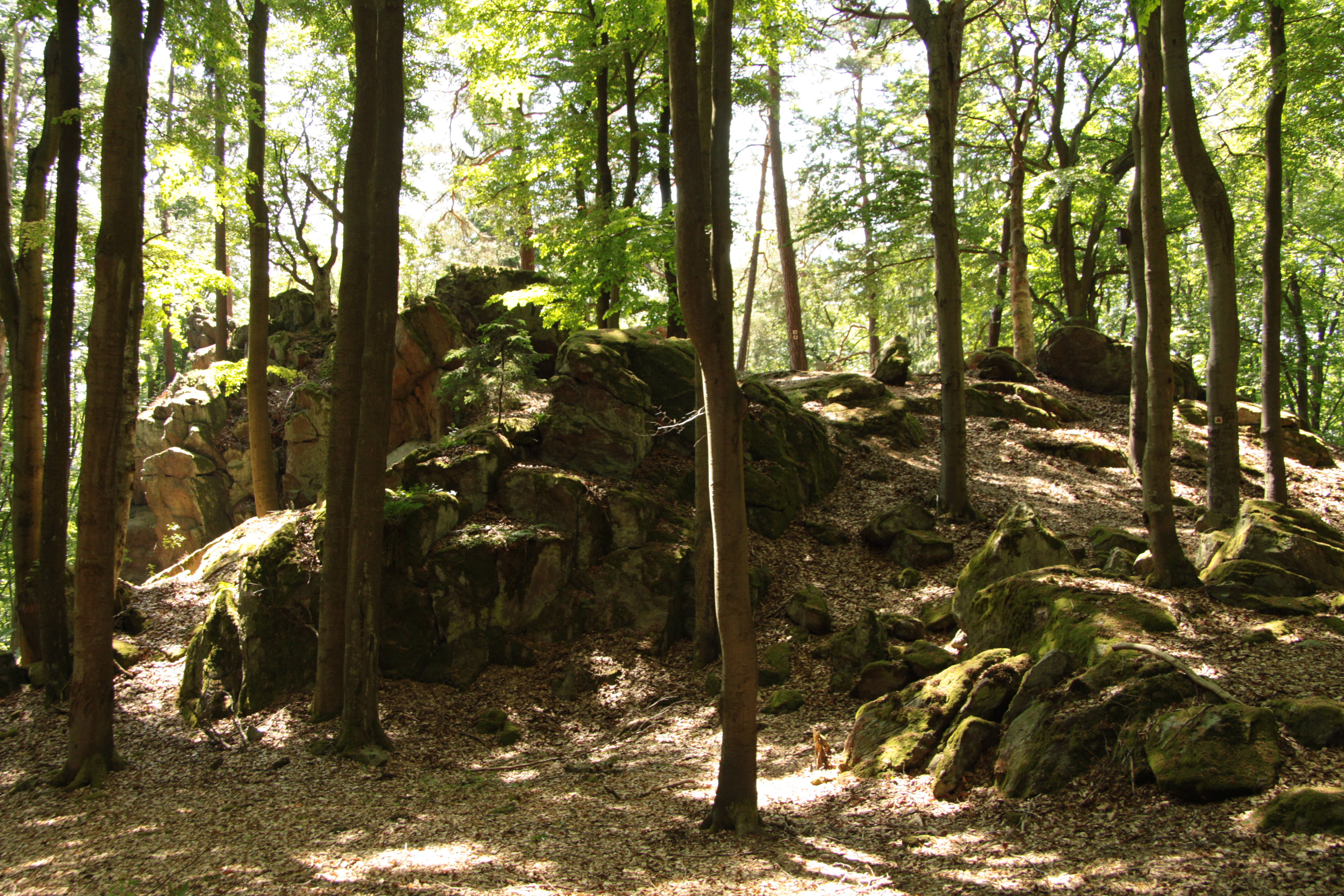
Pohled na lépe přístupnou stranu
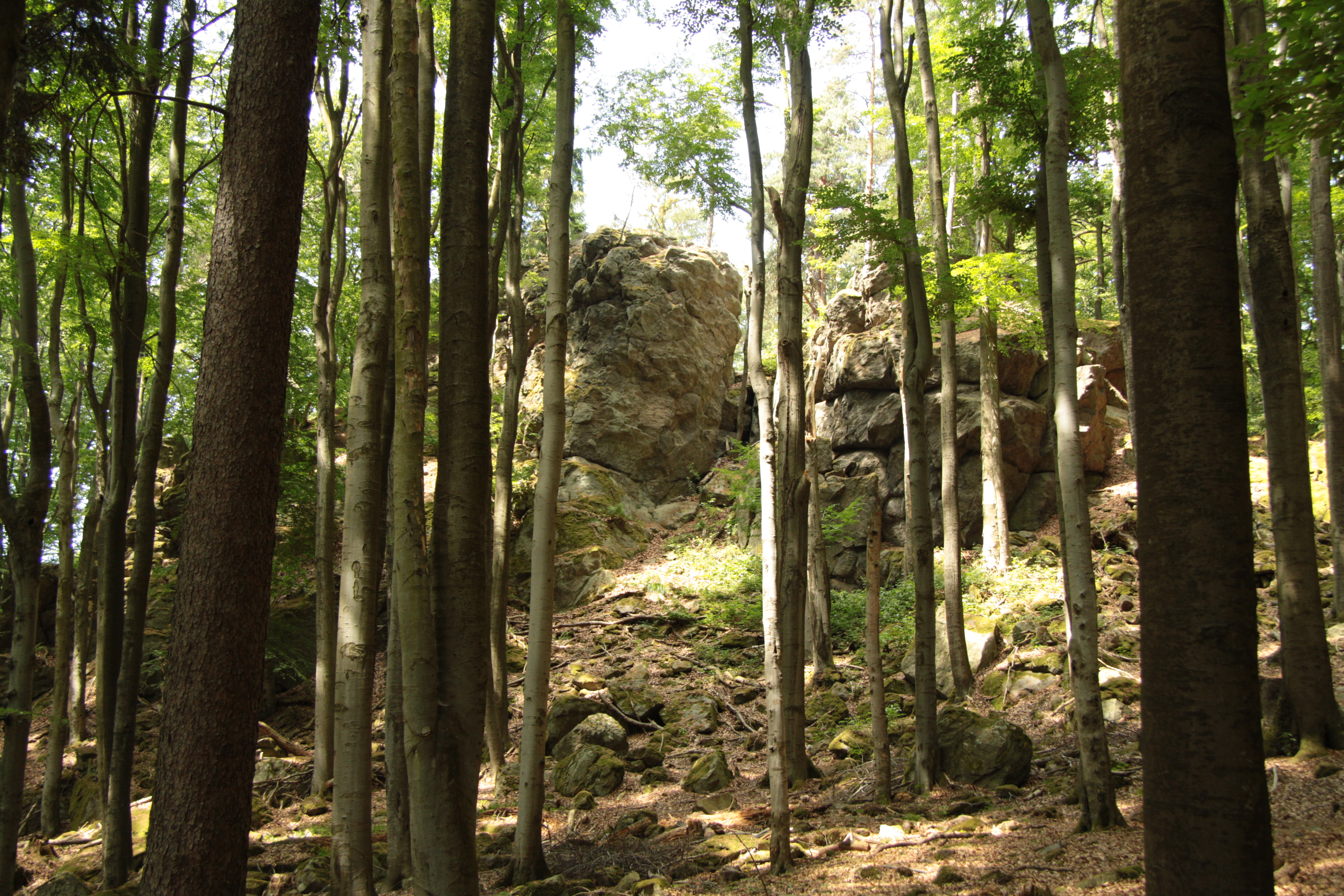
Strmější strana skály
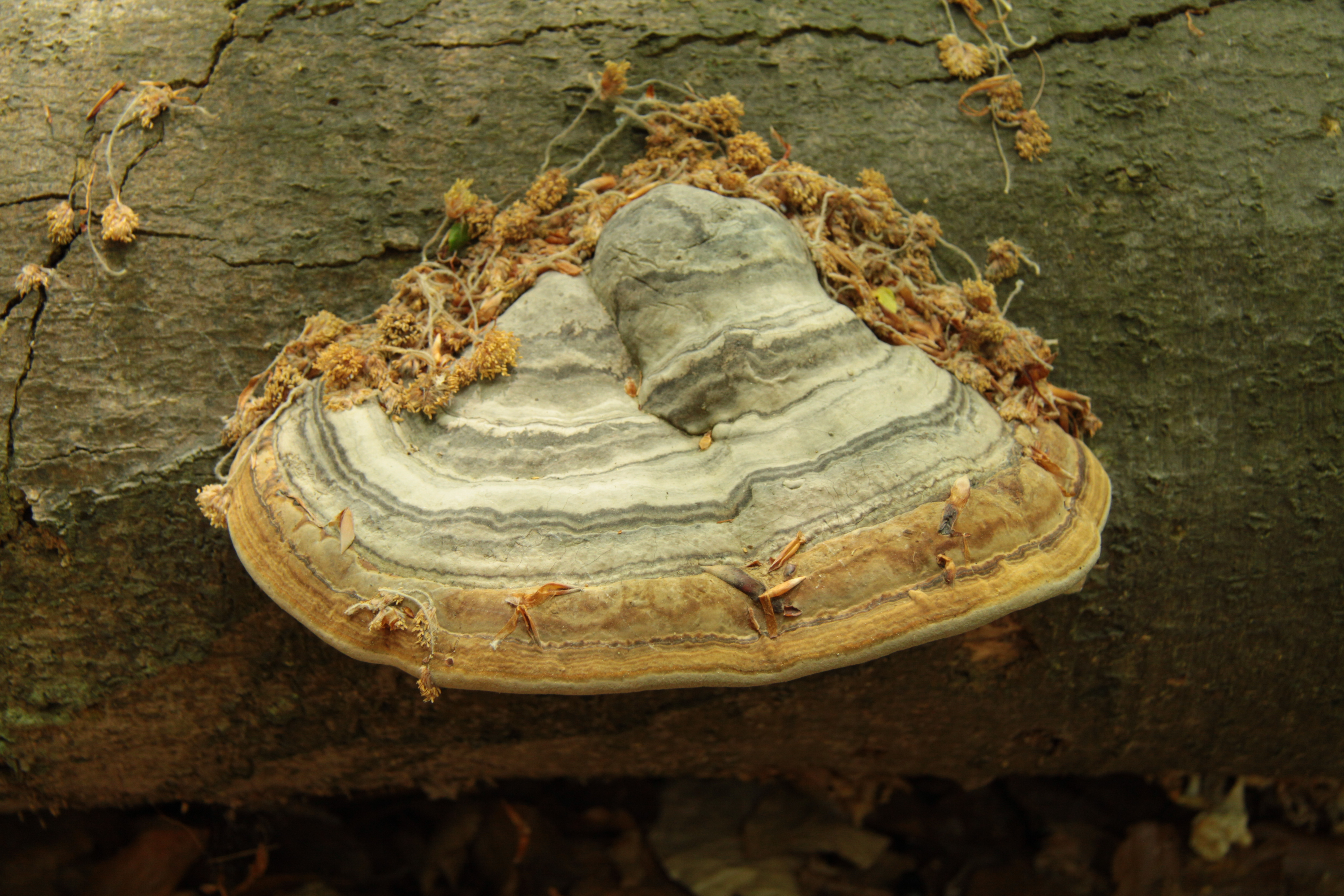
Choroš